# Barrow Shipbuilding Company

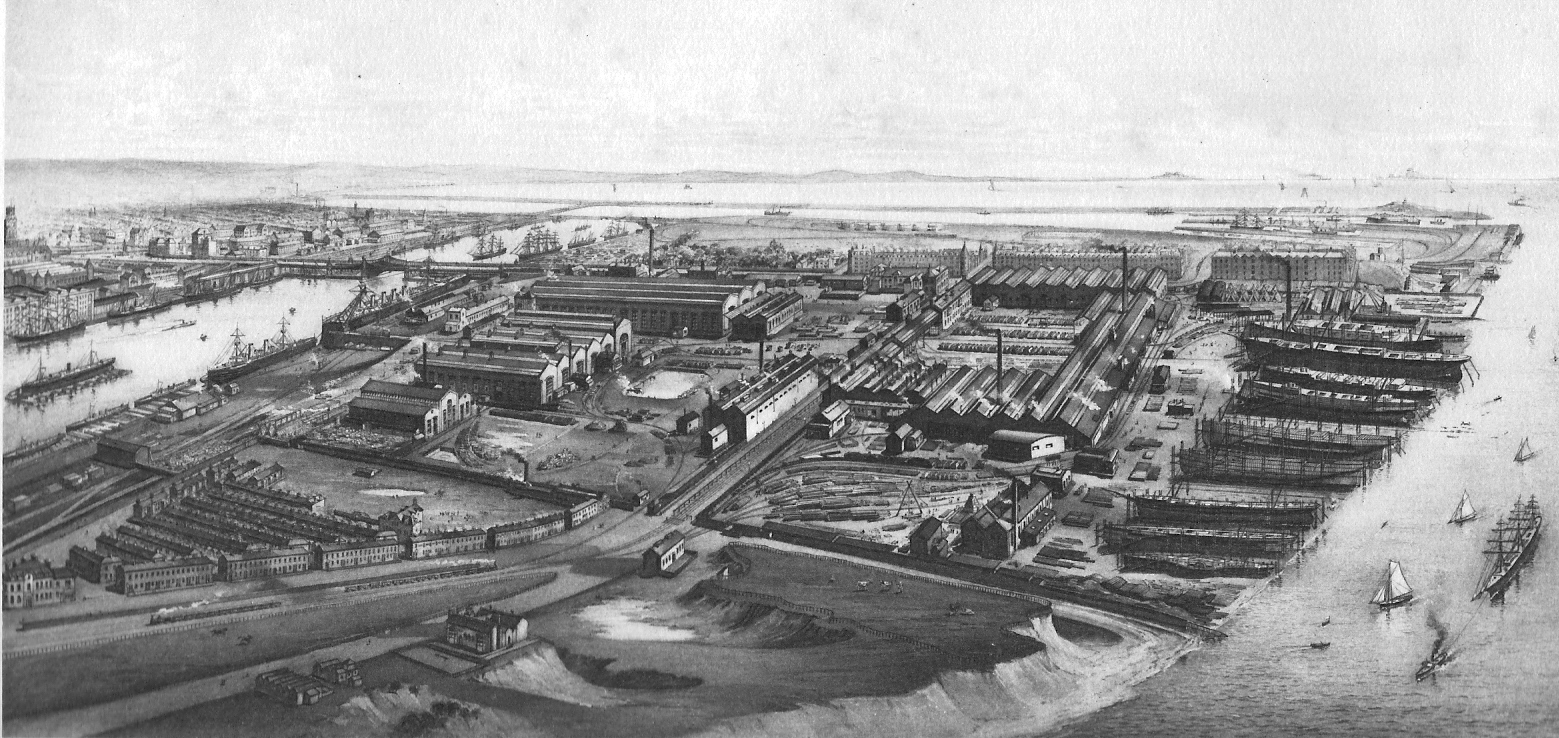
Die Barrow Shipbuilding Company im Jahr 1890

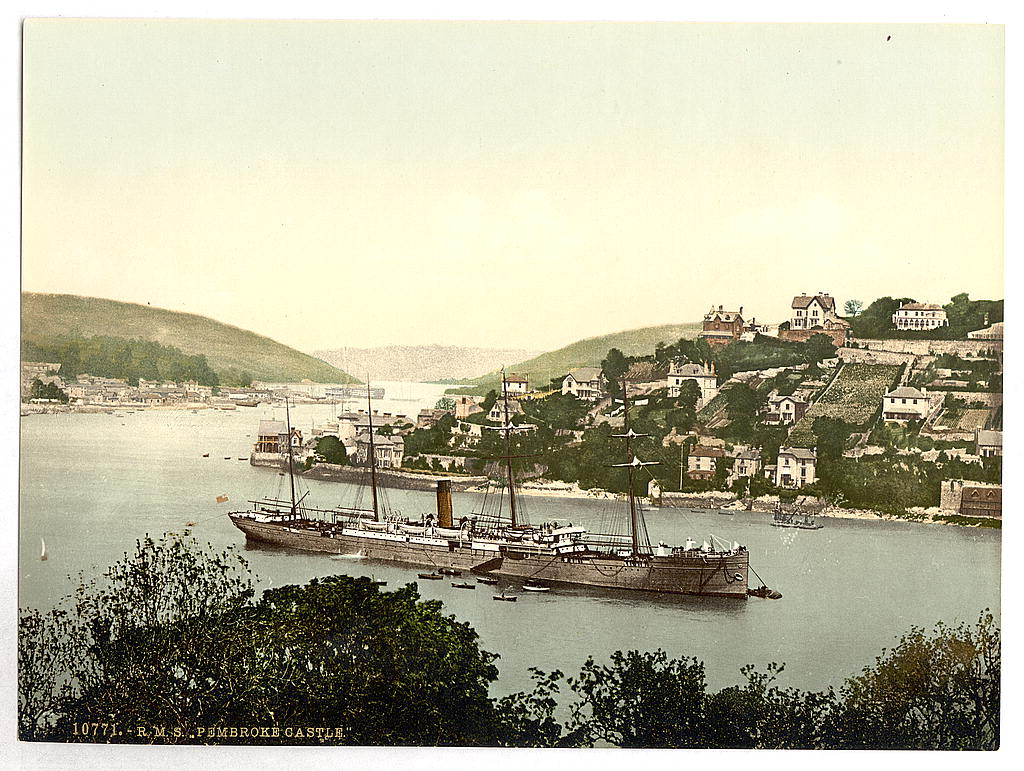
Die 1883 gebaute Pembroke Castle

Die Barrow Shipbuilding Company war ein Schiffbauunternehmen in Barrow-in-Furness und bestand von 1871 bis 1897. Barrow Shipbuilding galt als Vorreiter im Bau von U-Booten.

## Geschichte
Die Vorarbeiten zur Anlage der Werft begannen 1867 auf Barrow-Island. Das Unternehmen wurde 1871 als Barrow Iron Shipbuilding Company unter wesentlicher Beteiligung von Anteilseignern der Furness Railway Company gegründet und im Jahr darauf in Barrow Shipbuilding Company Ltd. umfirmiert. Das erste Schiff, die Dampfjacht Aries, ließ man am 12. Mai 1873 für den Mitunternehmensgründer Sir James Ramsden vom Stapel. Bei der Konstruktion der ersten Schiffe half die Werft D. & W. Henderson & Company und in den folgenden zehn Jahren baute man über hundert Schiffe, darunter auch Kriegsschiffe und große Passagierschiffe. Die 1881 für die Inman Line gebaute City of Rome (8.415 BRT) war nach der Great Eastern (18.915 BRT) das zweitgrößte Schiff der Welt. Im Jahr 1886 betrat man Neuland mit dem Bau des U-Bootes Nordenfelt. 1888 erwarb die Barrow Shipbuilding Company die Maxim Nordenfelt Guns and Ammunition Company und benannte das Unternehmen in Naval Construction and Armaments Company Ltd. um und stieg in den Schiffswaffenbau ein. 1897 wurde die Naval Construction and Armaments Company seinerseits von der Vickers, Sons and Company übernommen und in Vickers, Sons and Maxim Ltd. umbenannt. Mit dem Erwerb der Werft in Barrow-in-Furness konnte die bis dahin nur als Schiffbauzulieferer und Waffenkonstrukteur arbeitende Vickers-Konzern erstmals ganze Schiffe anbieten. 1901 und 1902 baute Vickers-Maxim das erste von der britischen Marine in Dienst gestellte U-Boot, die Holland 1.
Der Name des Dachunternehmens wurde 1911 in Vickers Ltd. gekürzt und der Werftbetrieb in Barrow-In-Furness firmierte als Naval Construction Yard (Vickers). Im Ersten Weltkrieg entstanden 35 Überwasser-Kriegsschiffe und 132 U-Boote in Barrow. 1927 schloss sich das Mutterunternehmen Vickers mit Armstrong-Whitworth zu Vickers-Armstrongs zusammen, woraufhin die gemeinsamen Schiffbauaktivitäten unter dem Namen Vickers-Armstrongs (Shipbuilders) Ltd. zusammengefasst wurden. Im Jahr 1955 änderte sich der Name der Schiffbauabteilung geringfügig auf Vickers Armstrongs Shipbuilders, Ltd. und 1968 erneut in Vickers Limited Shipbuilding Group.
Nachdem das Dachunternehmen 1977 verstaatlicht und in British Shipbuilders eingegliedert wurde, wurde es unter der Regierung von Margaret Thatcher als erstes Unternehmen der staatlichen Gruppe am 25. Juli 1984 privatisiert. Im März 1986 ging das inzwischen Vickers Shipbuilding and Engineering Limited (VSEL) benannte Unternehmen zusammen mit Cammell Laird an das arbeitnehmergeführte VSEL-Konsortium.

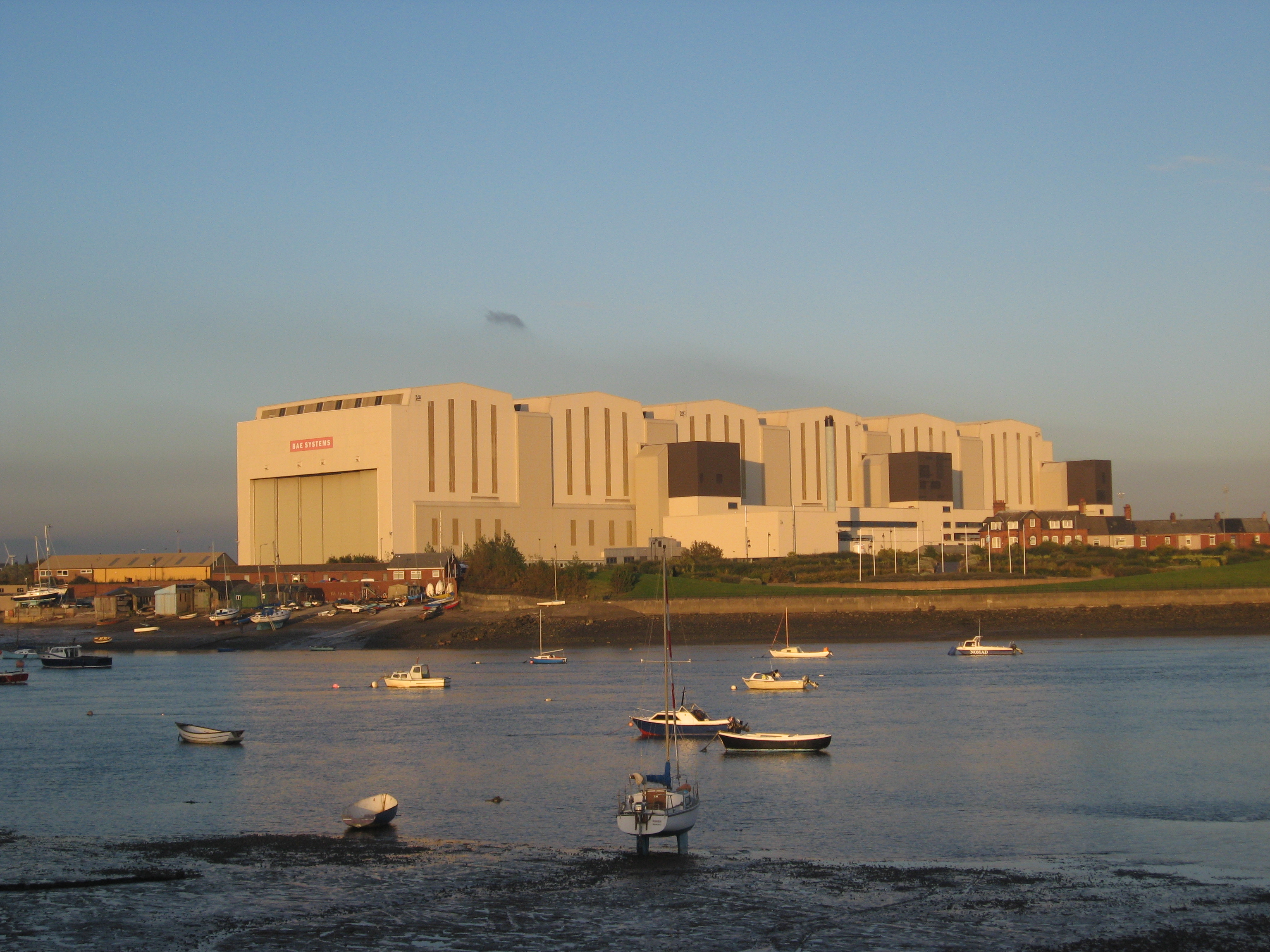
BAE-Systems-Werft, 2007

1994 gaben sowohl General Electric Company (GEC) als auch British Aerospace Gebote für die Übernahmen von VSEL ab. Die Monopolies and Mergers Commission (MMC) prüfte beide Gebote, lehnte das der GEC ab und votierte für British Aerospace. Trotzdem erhielt die GEC den Zuschlag und die Gruppe firmierte innerhalb der GEC-Marconi Division als Marconi Marine (VSEL). 1999 schlossen sich GEC-Marconi (Marconi Electronic Systems) und British Aerospace zu BAE Systems zusammen. Marconi Marine (VSEL) wurde in die Schiffbauabteilung BAE Systems Marine eingegliedert. 2003 wurde BAE Systems Marine in die jeweils eigenständigen Subunternehmen BAE Systems Submarines mit Sitz in Barrow-in-Furness und BAE Systems Naval Ships mit Sitz in Glasgow aufgesplittet. BAE Systems Submarines wurde 2007 in BAE Systems Submarine Solutions und 2012 BAE Systems Maritime – Submarines umbenannt.